# Bistrica, Naklo
Bistrica je naselje v Občini Naklo.Vas leži v dolini Tržiške Bistrice. Včasih je bila vasica del bližnjih Podbrezij, od katerih jo loči reka Tržiška Bistrica, in je veljala kot zaselek. Danes je del Krajevne skupnosti Podbrezje. Nedaleč od Bistrice se zgoraj omenjena reka izliva v Savo. Ko se povzpnemo po "Kacinovem" klancu navzgor, proti Kranju, na levi strani zagledamo spomenik, posvečen 59-im postreljenim borcem v 2.svetovni vojni.